# Stazione di Sevegliano
La stazione di Sevegliano è una stazione ferroviaria di superficie di tipo passante del Friuli-Venezia Giulia che si trova sulla linea ferroviaria Udine-Cervignano.

## Storia
La stazione venne inaugurata il 1º gennaio 1917 quando venne aperto il tratto ferroviario che collegava la stazione di Palmanova con quella di Cervignano.

## Movimento
Non è più servita da treni dall'introduzione dell'orario cadenzato il 15 dicembre 2013.

## Servizi
La stazione dispone dei seguenti servizi:
- Interscambio Autobus
- Parcheggio di scambio

La stazione è dotata di un marciapiede non rialzato lungo 95 metri senza la linea gialla e fatti in ghiaia.
30 metri sono stati asportati completamente nel 2021. Ha 4 lampioni